# Monestir de Sant Laurenç de la Cabrerissa
El monestir de Sant Llorenç de Cabreresses (Saint-Laurent de Cabreresses) fou un establiment religiós de la diòcesi de Narbona, diferent de l'abadia de Sant Llorenç de Vernosoubre que estava situada a més de 30 km. El monestir de Sant Llorenç de Cabreresses estava situat a uns 15 km al sud-oest de Narbona a la riba del Nigella (Nielle) a la comarca del Termenès cap a la frontera amb la diòcesi de Carcassona. Subsistia en temps de Lluís el Pietós i després fou unit a l'església de Narbona i va acabar modernament com priorat dependent de l'abadia de la Grassa.